# Ereignisse und Gestalten aus den Jahren 1878–1918

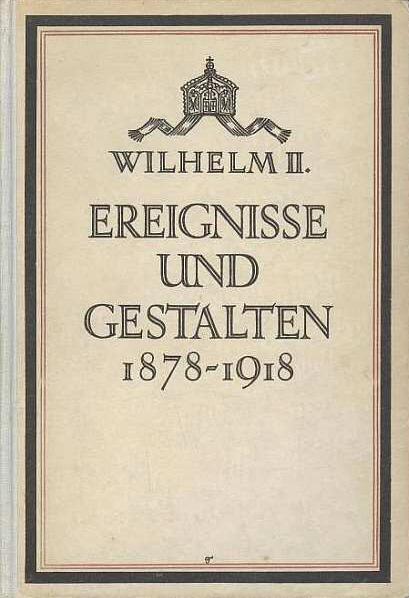
Ereignisse und Gestalten aus den Jahren 1878–1918 Buchcover

Ereignisse und Gestalten aus den Jahren 1878–1918 ist der Titel der im niederländischen Exil geschriebenen Memoiren des abgedankten deutschen Kaisers Wilhelm II.

## Inhalt

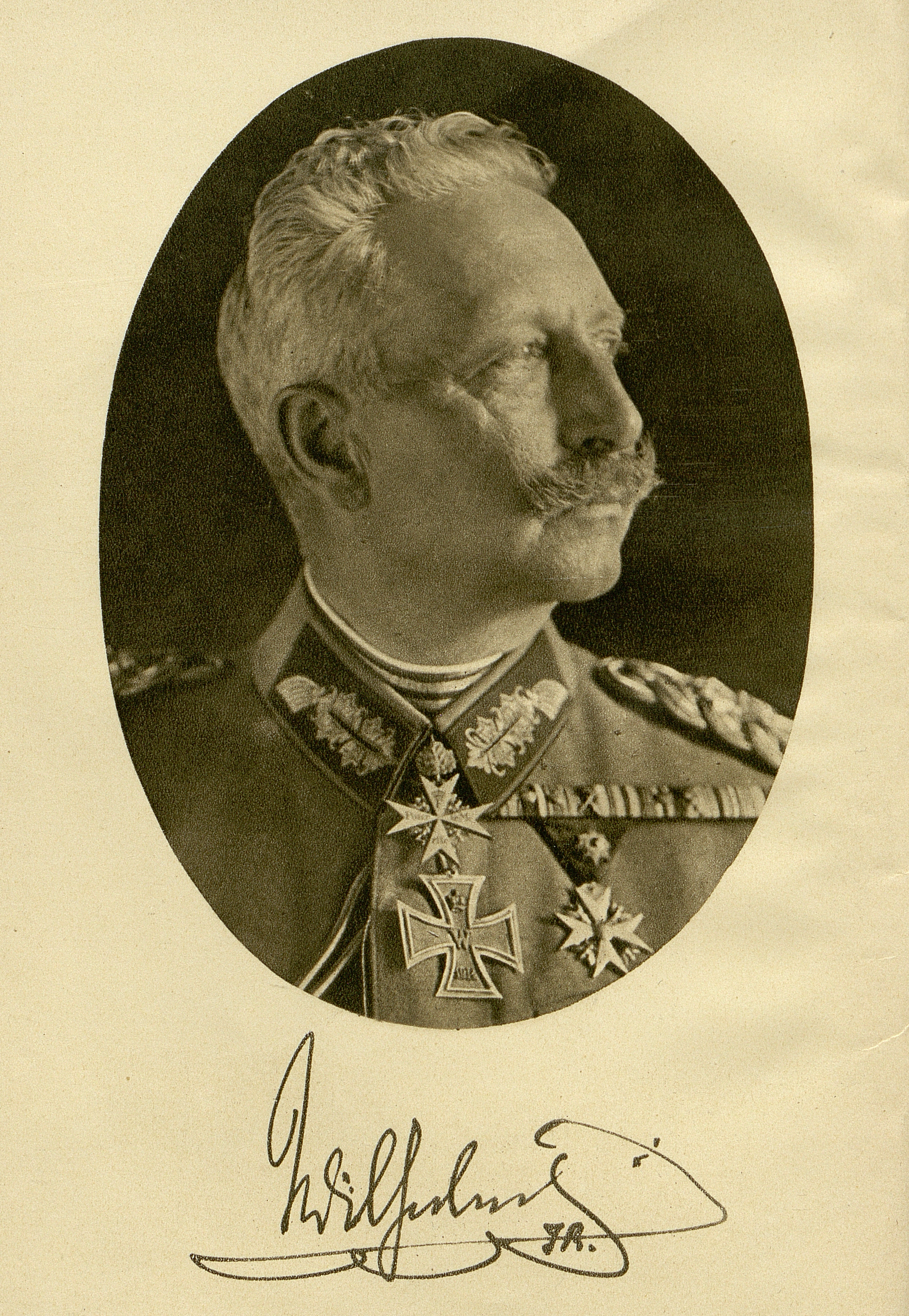
Portraitfotografie von Wilhelm II. im Buch Ereignisse und Gestalten aus den Jahren 1878–1918

Wilhelm II. äußert sich in Ereignisse und Gestalten aus den Jahren 1878–1918 ausführlich über Wegbegleiter, Gegner und die internationale Politik in diesen Jahren, unter anderem über 
- Otto von Bismarck und dessen Entlassung aus dem Amt des Reichskanzlers,
- die auf Bismarck folgenden Reichskanzler,
- die Leitlinien seiner Politik
- die Einrichtung deutscher Kolonien,
- die Marokkokrise und
- den Ausbruch des Ersten Weltkriegs.

## Bedeutung und Rezeption

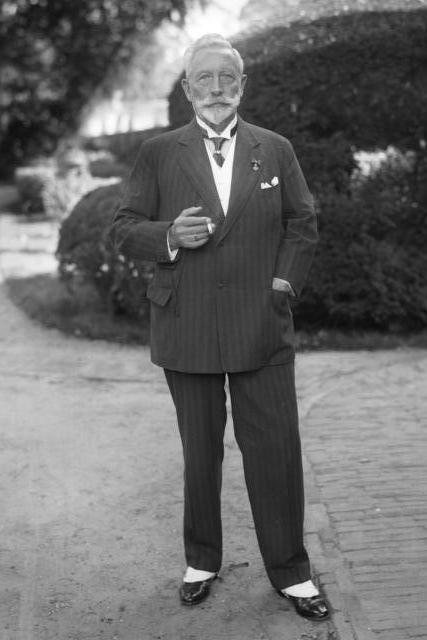
Wilhelm II. im niederländischen Exil, 1933

Das Erinnerungsbuch legt die Lebensumstände und das Weltbild Wilhelms II. dar. Er bestreitet darin die deutsche Schuld am Ersten Weltkrieg, wie sie der Friedensvertrag von Versailles festlegte. Die Kriegsschuldfrage beantwortet er in erster Linie unter Hinweis auf die Einkreisungspolitik der Triple Entente (primär Großbritannien, Frankreich und Russland), deren fortgeschrittene Kriegsvorbereitungen und deren Ziele. Dazu zitiert er unter anderem John Kenneth Turner, der 1922 die Kriegspolitik Woodrow Wilsons kritisierte, und erwähnt die Propaganda des Londoner Crewe House. Keine Erwähnung finden einige, eventuell für die Kriegsschuldfrage relevante Erkenntnisse über seine Regierungszeit, wie etwa die Julikrise oder die deutsche Blankovollmacht für Österreich-Ungarn. Er betont vielmehr seinen eigenen Pazifismus und kommt zu der Aussage: „Die Ziele der Entente konnten nur durch einen Krieg, die Ziele Deutschlands nur ohne Krieg erreicht werden.“
Außerdem brachten unter anderem die Aufzeichnungen des Kaisers den Wirklichen Geheimen Rat Friedrich August von Holstein, der im Auswärtigen Amt noch nicht einmal die Position eines Unterstaatssekretärs, sondern nur diejenige eines Vortragenden Rates innegehabt hatte, fälschlicherweise in den Ruf als spiritus rector der eigentliche Drahtzieher der deutschen Außenpolitik unter drei Reichskanzlern gewesen zu sein. Ein weiterer Schachzug Wilhelm II., der damit erneut wie im Falle der Krüger-Depesche, als er die Verantwortung Reichskanzler Chlodwig zu Hohenlohe-Schillingsfürst und Staatssekretär Marschall zuschob, von seiner Schuld ablenken wollte.
Eine angebliche Verschwörung der französischen Freimaurerei in Gestalt des „Grand Orient de France“ wird als weitere mögliche Ursache des Krieges angegeben.
Im Hinblick auf den Kriegsausgang 1918 hängt Wilhelm der sogenannten Dolchstoßlegende an.
Man kann das Werk als Reaktion auf die Herausgabe des dritten Bandes von Otto von Bismarcks Gedanken und Erinnerungen sehen, für das damalige Publikum war es weniger durch seinen Inhalt als durch die Person seines Autors interessant. Erstmals meinte ein ehemaliger Monarch einen schriftlichen Rechtfertigungsbericht verfassen zu müssen. Obschon Wilhelm II. sein Werk ausdrücklich dem „Gedächtnis der Kaiserin, deren Anregung diese Aufzeichnungen ihre Entstehung verdanken“, widmete, wird dem Stellenwert und den Verdiensten der Frauen in der Kaiserzeit mit keinem einzigen Wort Tribut gezollt. Obwohl Kaiserin Auguste Viktoria als Vorsitzende der Vaterländischen Frauenvereine letztlich von den deutschen Frauen erfolgreich die identische Hingabe und Opferfreudigkeit wie von den Männern gefordert hatte, wie der Einsatz Tausender von Krankenpflegerinnen und Industriearbeiterinnen neben ihren persönlichen Opfern belegte, verlor Wilhelm dazu keine Zeile.
Allerdings schrieb er im Kapitel Der Umsturz und Deutschlands Zukunft: „Der Kaiserin hat der Umsturz das Herz gebrochen. Sie alterte vom November 1918 an zusehends und konnte den körperlichen Leiden nicht mehr die frühere Widerstandskraft entgegenstellen. So begann bald ihr Siechtum. Am schwersten trug sie das Heimweh nach der deutschen Erde, nach dem deutschen Volke. Trotzdem suchte sie noch mich zu trösten.“
Er beklagt es, dass es ihm trotz seiner Bemühungen in den Jahrzehnten zuvor nicht gelungen sei, dem deutschen Volk eine germanische Erziehung zu geben: „Wären die Deutschen aller Schichten und Stände zur Freude und zum Stolze an ihrem Vaterlande erzogen gewesen, dann wäre eine solche Selbsterniederung eines so großen Volkes undenkbar gewesen.“
Als letzten Satz schreibt Wilhelm II.: „Ich glaube an das deutsche Volk und an die Fortsetzung seiner friedlichen Mission auf der Welt, die durch einen furchtbaren Krieg unterbrochen wurde, den Deutschland nicht gewollt, also auch nicht verschuldet hat.“

## Ausgabe
- Kaiser Wilhelm II.: Ereignisse und Gestalten aus den Jahren 1878–1918. K. F. Koehler, Leipzig/Berlin 1922 (Digitalisat).